# Portrait de femmes chinoises
Pour plus de détails, voir Fiche technique et Distribution.
Portrait de femmes chinoises (Niu lang zhi nu, 牛郎织女) est un film dramatique chinois écrit et réalisé par Yin Lichuan et sorti en 2008.

## Synopsis
Après avoir quitté leur campagne, Daping et Chen Jin forment un couple solidaire, en dépit de leur isolement au cœur d'une grande ville du sud de la Chine. Jusqu'au jour où surgit Haili, une ancienne connaissance de Chen Jin, bien décidée à profiter de ce que peut lui offrir la ville.

## Fiche technique
Sauf indication contraire, les informations mentionnées dans cette section peuvent être confirmées par la base de données cinématographiques IMDb,  présente dans la section « Liens externes ».
- Réalisation et scénario : Yin Lichuan d'après Ah Mei
- Photographie : Liu Yonghong
- Montage : Tao Yan
- Production : Liu Jiang (producteur), Jiao Aimin (producteur), Vivian Qu (co-productrice),
- Sociétés de production : Beijing United Image Communication
- Sociétés de distribution : CTV International (France)
- Pays de production : Chine
- Format : couleur —  1,85 : 1 — 35 mm — Dolby Digital
- Genres : drame
- Durée : 100 minutes
- Dates de sortie :
  - France : mai 2008 (Quinzaine des réalisateurs) 5 août 2009 (sortie cinéma)
  - Chine : 15 juin 2008
  - Hong Kong : 3 avril 2009

## Distribution
- Zhang Yi : Daping
- Yan Bingyan
- Lü Yulai  : Chen Jin

## Production
Yin Lichuan fait référence dans le titre original chinois du film à la légende du Bouvier et de la Tisserande,.

## Distinctions
- Festival international de films de femmes de Créteil : Grand Prix du Jury – Meilleur long métrage de fiction (2009)[3]